# Сольмізація
Сольміза́ція (італ. solmisazione — від назв нот соль і мі) — в загальному значенні — артикулювання спеціальними складами різних елементів (звуковисотних, ритмічних) музичної мови. У вузькому значенні — система нотації, що включає 6-ступеневий звукоряд з певним співвідношенням інтервалів і складових позначень щаблів (до, ре, мі, фа, соль, ля). Ці назви походять з початкових складів перших шести рядків латинського гімну св. Івану. Введена Гвідо д'Ареццо в XI столітті замість невменної системи нотації як прообраз сучасної нотації.
Розрізняють абсолютну сольмізацію (позначення абсолютної висоти музичних звуків спеціальними складами), відносну сольмізацію (позначення ступеневих функцій музичних звуків в тональності або в модулі) спеціальними складами, ритмічну сольмізацію (позначення ритмічних елементів — тривалостей, позицій звуків у ритмічному контексті — спеціальними складами), виконавську сольмізацію (позначення спеціальними складами ритмічних зворотів і прийомів звукоутворення, наприклад, в індійській або японській системі музичної педагогіки при грі на ударних).